# 糙吻鋸魴鮄
糙吻鋸魴鮄，為輻鰭魚綱鮋形目牛尾魚亞目角魚科的其中一種，分布於東太平洋區，從墨西哥至秘魯海域，體長可達35公分，為底棲性魚類，屬肉食性。